# 元康 (演员)
許元康（1982年2月4日—），臺灣男演員。曾參與多部廣告、MV、戲劇演出。

## 影視作品

### 電影
| 年份   | 片名         | 飾演     | 導演   |
| 2023年 | 《本日公休》 | 阿欣男友 | 傅天余 |

### 電視劇
| 年份   | 劇名                 | 飾演         | 導演           |
| 2013年 | 《飛越·龍門客棧》    | 陸正亭       | 于中中、黃天仁 |
| 2018年 | 《業務員之死》       | 耀升         | 馬慶鐘         |
| 2019年 | 《迷徒Claire》       | Marvin       | 盧豐淵         |
| 2020年 | 《靈佔》             | 旺仔         | 洪子鵬         |
| 2021年 | 《火神的眼淚》       | 宋小隊長     | 蔡銀娟         |
| 2024年 | 《今夜一起為愛鼓掌》 | 居酒屋型男   | 李俊宏         |
| 2024年 | 《不如海邊吹吹風》   | 實境秀大魔王 | 何潤東         |

### 網路電影
《滾蛋吧 渣男!》《說好的青春呢》

### 電影短片/微電影
《廚房的秘密》 高雄科工馆
《拾拾光》總太建設
《獨一無二》西服工會
《結婚篇》 奇集集
《七天，變得更好》 伊丽莎白雅頓

### 獨立製作
《向南之路》《嗅命師》《带你回家》《明天說再見》
《未竟之地》
《我弟偷走了我的老母親》
《非關真相》
《他的孩子》
《雞蛋》《本日公休》

### 音樂錄影帶
| 歌手   | 歌名              |
| 家家   | 《我想要的快樂》  |
| 告五人 | 《紅 LOVE》       |
| 茄子蛋 | 《這款自作多情 》 |
| 李佳薇 | 《鍊愛》          |
| 徐若瑄 | 《再見錯的人》    |
| 黃玠   | 《這款自作多情 》 |
| 黃玠   | 《我很想念你 》   |
| 黃玠   | 《你》            |